# Philipp Bouhler
Philipp Bouhler (født 11. september 1899 i München, død 19. maj 1945) var en tysk SS-Obergruppenführer, Reichsleiter og medlem af den tyske rigsdag.
Bouhler var leder af partiorganisationen Führerkansliet i 1934–1945. I 1939 blev han af Adolf Hitler gjort til leder Nazitysklands eutanasiprogram Aktion T4, hvor over 70.000 fysisk og mentalt handicappede voksne og børn blev dræbt.
Bouhler blev arresteret den 10. maj 1945 af amerikanske tropper. Han begik selvmord den 19. maj 1945, mens han var i den amerikanske
interneringslejr ved Zell am See i Østrig.

### Trykte kilder
- Miller, Michael (2006). Leaders of the SS and German Police, Vol. 1. San Jose, CA: R. James Bender. ISBN 978-93-297-0037-2.
- Burleigh, Michael (1994). Death and Deliverance: 'Euthanasia' in Germany c. 1900–45 (engelsk). Cambridge: Cambridge University Press. ISBN 0-521-41613-2.Libris 5019226
- Klee, Ernst (2007). Das Personenlexikon zum Dritten Reich (tysk) (2 udgave). Frankfurt am Main: Fischer Taschenbuch Verlag. ISBN 978-3-596-16048-8. {{cite book}}: |access-date= kræver at |url= også er angivet (hjælp)
- Proctor, Robert N. (1988). Racial Hygiene: Medicine under the Nazis (engelsk). Cambridge, Massachusetts: Harvard University Press. ISBN 0-674-74580-9.Libris 5117454